# Patto di non aggressione tedesco-polacco
Il patto di non aggressione tedesco-polacco (in tedesco Deutsch-polnischer Nichtangriffspakt, in polacco Polsko-niemiecki pakt o nieagresji), anche chiamato patto Hitler-Piłsudski, fu un trattato internazionale stipulato il 26 gennaio 1934 dalla Germania nazista e della Seconda Repubblica di Polonia. Con esso, entrambi i Paesi si impegnavano a risolvere i loro problemi attraverso negoziati bilaterali e a evitare conflitti armati per un periodo di dieci anni.

## Storia
Il patto normalizzò effettivamente le relazioni tra la Polonia e la Germania, che erano in crisi sin dal trattato di Versailles, che aveva lasciato scontenta soprattutto la Germania a causa dello spostamento del confine tra i due stati. Tra le conseguenze del patto, la Germania riconobbe i confini della Polonia, e i due paesi posero fine alle reciproche limitazioni economiche delle merci provenienti dall'altro stato.
Józef Piłsudski utilizzò l'ascesa di Adolf Hitler e l'isolamento internazionale del nuovo regime della Germania come opportunità per sottrarsi al revanscismo tedesco. I nuovi comandanti della Germania sembrarono discostarsi dal tradizionale orientamento anti-polacco dei prussiani, pertanto Piłsudski considerò il nuovo cancelliere meno pericoloso dei suoi predecessori, e vide invece nell'Unione Sovietica il principale avversario, al punto che si oppose agli sforzi della Francia e della Cecoslovacchia di includere l'URSS all'interno di un fronte comune contro la Germania nazista.
Il trattato danneggiò quindi la posizione diplomatica della Francia verso la Germania.
Prima del patto, Piłsudski suggerì a Francia e Belgio una guerra preventiva contro il Terzo Reich, ma al tempo stesso iniziò a stipulare il patto con la Germania; probabilmente si trattò quindi di un bluff per indurre la Germania a ratificare il trattato. Per sottolineare il fatto che il patto aveva funzioni pacifiste, Pilsudski rinnovò il 5 maggio 1934 anche il patto di non aggressione sovietico-polacco, firmato il 25 luglio 1932.
Tra le conseguenze del Patto, la Polonia doveva mantenere relazioni amichevoli con la Germania per i cinque anni successivi, contemporaneamente all'intrattenimento di buone relazioni con la Francia e la Gran Bretagna, anche se ciò avrebbe potuto portare a conflitti in politica estera contro i dettami della Società delle Nazioni e al disinteresse nella sicurezza dello stato proposta dai francesi negli anni trenta.
La politica tedesca cambiò drasticamente nel tardo 1938, dopo l'annessione dei Sudeti, che segnarono il destino della Cecoslovacchia; il corridoio di Danzica divenne l'obiettivo successivo di Hitler. Nell'ottobre 1938 il ministro degli esteri tedesco Joachim von Ribbentrop propose il rinnovamento del trattato di non aggressione in cambio della cessione della Città Libera di Danzica alla Germania e in cambio del permesso di costruire una strada extraterritoriale che collegasse la Prussia Orientale con la Germania attraverso il corridoio polacco. La Polonia rifiutò di accettare queste richieste, quindi il patto di non aggressione fu annullato unilateralmente da Adolf Hitler il 28 aprile 1939 durante un discorso al Reichstag. Dopo alcuni mesi di tensione crescente, nell'agosto del 1939 vennero inviate nuove richieste, questa volta ben più cospicue, nuovamente rifiutate dalla Polonia sotto pressione di Francia e Inghilterra; a causa di ciò, la Germania invase la Polonia il 1º settembre 1939, dando inizio alla seconda guerra mondiale.